# Goëri
Pour les articles homonymes, voir Goéry.
Goëri ou Goëry (en latin : Goericus) est un évêque de Metz qui a régné de 629 à 647. Ce haut dignitaire, successeur de son oncle l'évêque Arnould, serait né vers 570, il est décédé le 18 septembre 647. Il est aussi nommé en ancien français Goeric, Goëric, Goéry, Gœury. Son culte était célébré le 19 septembre dans les diocèses de Metz et Toul, puis le 5 mars dans le diocèse de Nancy.

## Vie légendaire de Goëri
Il est probablement né entre 565 et 575. Comme Sigebaud le 34e évêque de Metz, il est issu de la famille Ansbertina d’Albi. Pour certains hagiographes, Goëri était le fils de Gamardus, lui-même frère de Ansbert le sénateur et petit-fils de Tonantius Ferreolus.
Il était marié et avait deux filles. Il est d’abord soldat puis devient gouverneur de l’Albigeois. On dit[Qui ?] qu’il aurait été officier auprès du roi Dagobert Ier mais cela pose des problèmes de date puisque Dagobert ne deviendra roi qu’en 629, après l’accession de Goëri au trône épiscopal. Il apparaît cependant dans le testament du roi de 636, sous le nom d'Abbo. 
Devenu aveugle, il aurait été miraculeusement guéri par l'apposition d'une pierre ayant recueilli le sang du martyr Étienne (une autre tradition veut que ce soit lors d'un pèlerinage auprès de son oncle Arnoul de Metz, alors évêque de la cathédrale dédiée à ce saint). Pour remercier Dieu, il fit usage de sa fortune pour bâtir une église à Metz, dédiée à saint Pierre aux Images (disparue en 1755).
Il est ordonné prêtre par Arnoul de Metz auquel il succède en 627 (625 ou 629) au siège d'évêque de Metz.
En tant qu'évêque, il a fait transférer les reliques de son prédécesseur en 641 dans l'église des Saints-Apôtres de Metz. Il a également bâti l'église Saint-Pierre. 
Il a entretenu une correspondance avec l’évêque de Cahors Didier dont certaines lettres sont arrivées jusqu'à nous.
Il est mort en 644 (642 ou le 19 septembre 647).

## Vénération de saint Goëri

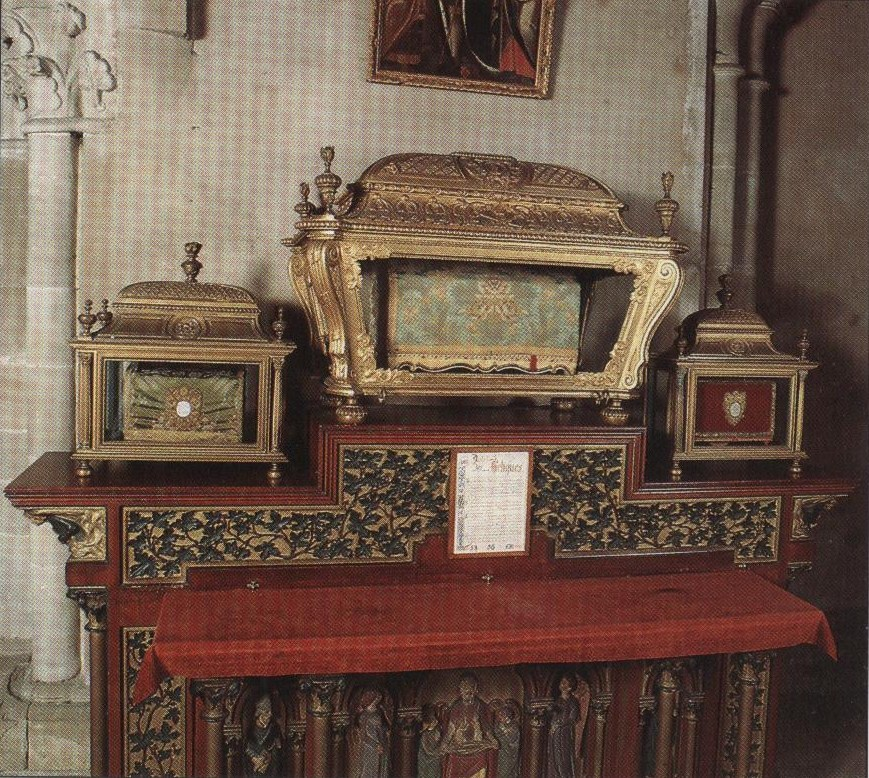
Chasses des saints Auger, Goëri et Maurice en la basilique Saint-Maurice d'Épinal, travail de F. Beurton en 1791.

Saint catholique, il est fêté le 19 septembre. Le 21 juin 984, ses reliques (sauf sa tête) ont été transférées de l'abbaye Saint-Symphorien jusqu'à Épinal (Spinalium) pour consacrer une église fondée sur un sanctuaire abbatial dédié au saint dès le Xe siècle. En cette occasion étaient présents l'évêque messin Thierry et l'évêque toulois Gérard, l'un pour l'abbaye fondée par son prédécesseur et l'autre puisqu'Épinal était dans son diocèse. Cet événement est localement commémoré le 15 avril car il y eut un miracle rapporté par Wildric vers 1030 ; les boîtes contenant les reliques de Goéry était mal préparées et ne s'aboutaient pas, une réduction miraculeuse fit que l'opération réussit.
Il est devenu le saint patron, d'abord de l'abbaye des chanoinesses spinaliennes, puis de la ville d'Épinal qui s'impose en important lieu de pèlerinage à la fin du Moyen Âge. Beaucoup d'exemples montrent que le saint est souvent représenté entouré de ses deux filles, et ce dès le Moyen Âge. Un tableau de 1725 conservé dans la basilique Saint-Maurice d'Épinal représente Goëri entouré de ses deux filles.

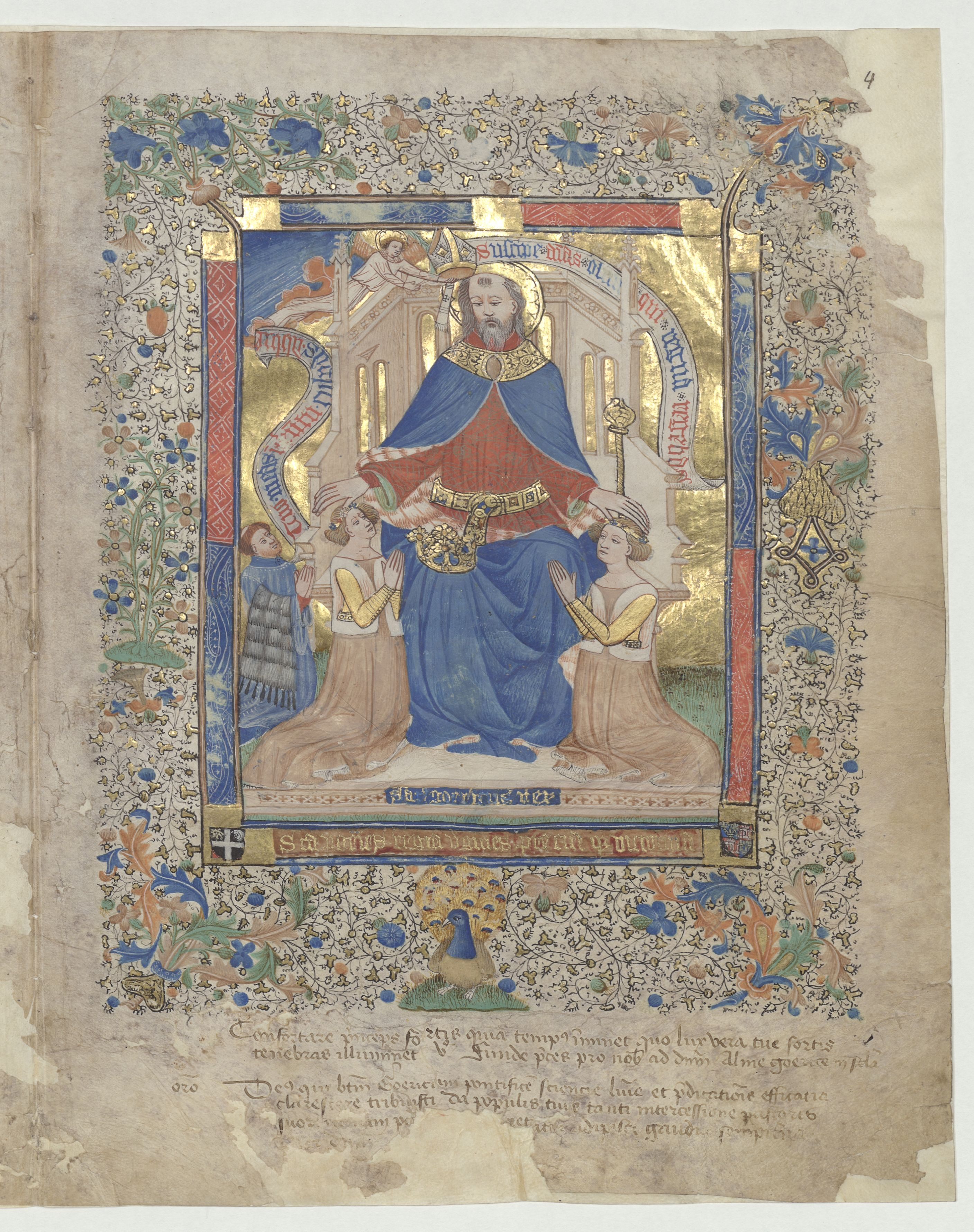
Miniature de saint Goëry dans l'Évangéliaire pourpre, XVe siècle.
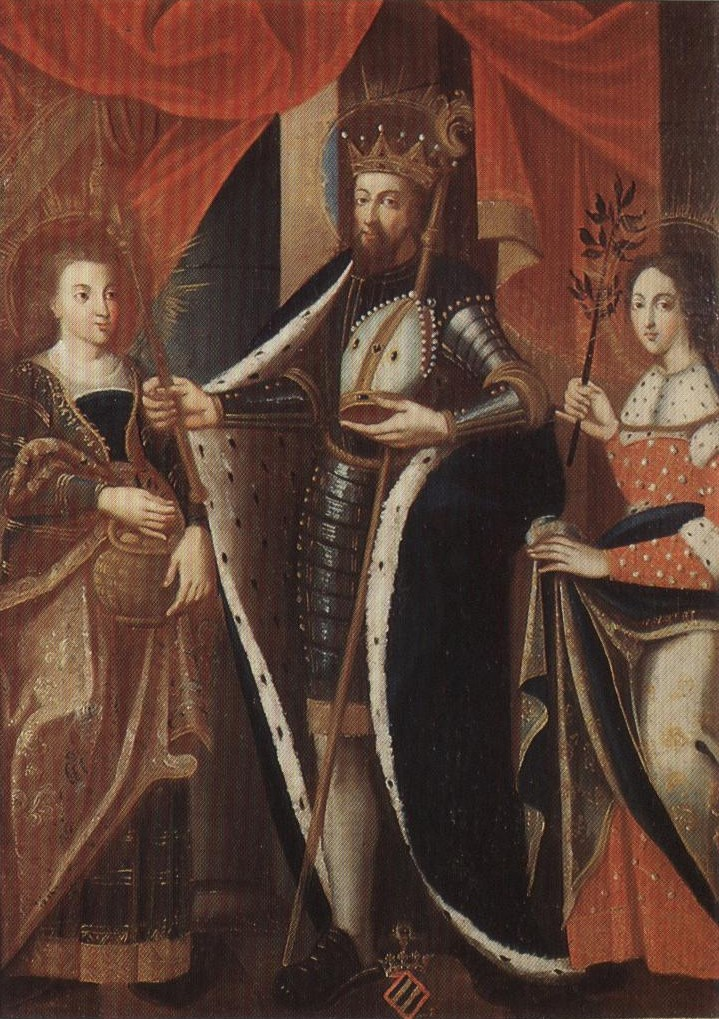
Saint Goëry et ses filles sur un tableau de 1725 conservé à la basilique Saint-Maurice.

Le premier hôpital connu d'Épinal est créé au pied de l'ancien château d'Épinal et Adalbéron II de Metz vers l'an 1000 est consacré à Saint-Goëri.

## Sources
- Frederick George Holweck (en), A Biographical Dictionary of the Saints. St. Louis, MO: B. Herder Book Co., 1924.